# ト字管

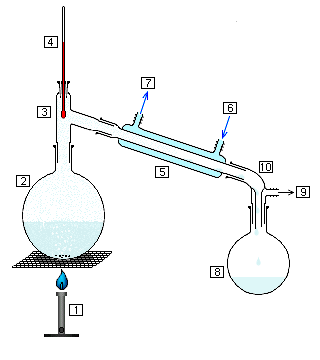
ト字管（3）の利用例　上部に温度計（4）を付け、枝の先にはリービッヒ冷却器（5）が接続されている。この構成全体はアランビック蒸留器を改良したものと言える。

ト字管（トじかん、英語: distilling head）は蒸留の際に用いる、カタカナの「ト」の形をしたガラス器具。沸騰してフラスコから上がってきた蒸気を横に流すために用いる。「ト」の字の上側には温度計等をつけ、右側にはリービッヒ冷却器をつける。
